# Ron Glass
Pour les articles homonymes, voir Glass.
 (septembre 2019).
Le contenu est difficilement compréhensible vu les erreurs de traduction, qui sont peut-être dues à l'utilisation d'un logiciel de traduction automatique.
Ronald Earle Glass, dit Ron Glass, est un acteur américain né le 10 juillet 1945 à Evansville (Indiana) et mort le 25 novembre 2016 à Los Angeles (Californie).

## Biographie
Après avoir été diplômé de la St. Francis High School en 1964, Ron Glass entre à l'université d'Evansville où il obtiendra le Bachelor of Arts (Licence) avec des spécialités en Dramaturgie et en Littérature. L'université, bien des années plus tard, honore son travail d'acteur avec sa plus haute récompense, la médaille d'honneur.
Commençant sa carrière au théâtre Guthrie de Minneapolis, Ron Glass fait le saut vers Hollywood et la télévision. Un vétéran de la télévision, il obtiendra finalement le rôle qui le fait connaître: Ron Harris dans la série télévisée Barney Miller (ABC, 1975-1982).
Plus récemment, Ron Glass se fait connaître d'une nouvelle génération par son rôle de Derrial Book dans la série télévisée Firefly et le film Serenity.
Ironiquement, Ron Glass, qui joue le rôle d'un pasteur chrétien dans Firefly (où la majorité est bouddhiste), pratique le bouddhisme.
Il meurt d'un arrêt cardiaque le 25 novembre 2016 à 71 ans,.
Ron Glass repose au Rose Hills Memorial Park à Whittier dans le comté de Los Angeles.

## Filmographie

### Cinéma
- 1988 : Deep Space : Jerry Merris
- 1995 : L'Invité (Houseguest) : Dr Derek Bond
- 1996 : Le Dernier Anniversaire (It's My Party) :  Dr David Wahl
- 1997 : Back in Business : Allen Smith
- 1999 : Deal of a Lifetime (en) : Mr. Creighton
- 1999 : Unbowed : Président Duquesne
- 2001 : Recess: School's Out : Dr Lazenby (voix)
- 2005 : Serenity : Shepherd Derrial Book
- 2008 : Harcelés : Harold Perreau
- 2010 : Panique aux funérailles : Duncan
- 2012 : Strange Frame : Philo D Grenman

### Télévision
- 1972 : Sanford and Son : Hucklebuck
- 1973 : All in the Family : Jack
- 1973 : Maude : Whitnauer Fulton
- 1973 : Hawaï police d'État : J. Paul
- 1973 : Griff :  Dietrich
- 1973 : Insight : Courtney Rickell
- 1974 : The New Perry Mason : Mark Borden
- 1974 : Les Rues de San Francisco : Earl
- 1974 : Good Times : Mr. Pearson / Henry Anderson
- 1974 : Sanford and Son : Herman
- 1975-1982 : Barney Miller : le détective Ron Harris (164 épisodes)
- 1976 : Les Rues de San Francisco : Arlen Washington (2 épisodes)
- 1981 : Pour l'amour du risque :  Slattery
- 1982-1983 : The New Odd Couple : Felix Unger (18 épisodes)
- 1987 : 227 : Robert Stone
- 1988 : Sonny Spoon
- 1989 : La Vie de famille : Buddy Goodrich
- 1989-1991 : Amen : Jason Lockwood
- 1991 : Adam-12 :  Logan Mills
- 1992 : Arabesque :  Lt. Hanrahan
- 1992-1993 : Rhythm & Blues : Don Phillips (13 épisodes)
- 1993 : Designing Women :  Punch
- 1993 : Les Razmoket (Rugrats) : Randy Carmichael (voix)
- 1996-1997 : Mr. Rhodes : Ronald Felcher (17 épisodes)
- 1997 : The Practice : Juge kent
- 1997-1998 : Teen Angel : Rod (17 épisodes)
- 1999 : Destins croisés :  Charlie Summers / Charlie Winters
- 1999 : Friends : Russel (2 épisodes)
- 2000 : Jack & Jill : Mr. Small
- 2000 : Star Trek: Voyager : Loken
- 2001 : Rude Awakening :  Joseph
- 2001 : Yes, Dear :  Dr Bradley
- 2001 : The Education of Max Bickford :  Graham Redmond
- 2002 : Firefly : Shepherd Derrial Book (13 épisodes)
- 2004 : The Division :  Barry
- 2008 : Dirty Sexy Money : D. A. Dennis Ford
- 2011 : Les Experts : Manhattan :  Colby Glass
- 2013 : Marvel : Les Agents du SHIELD : J. Streiten
- 2013 : Major Crimes : Clayton Carter
- 2014 : Les Experts : Paul Lomax